# Secret Crowds
Secret Crowds è il secondo singolo estratto dall'album I-Empire degli Angels & Airwaves.
L'11 settembre 2007, Secret Crowds è stata mandata in radio sull'emittente americana BBC Radio 1 per la prima volta e subito incominciò a girare su internet.
La versione "Radio Edit" del singolo dura poco meno di 4 minuti, mentre la versione presente sull'album è lunga 5:02 minuti.

## Video musicale
Il video musicale andò in première negli USA su MTV2 il 25 febbraio 2008, mentre in Inghilterra su Scuzz TV il 29 marzo.
Il video musicale è basato non sulla versione integrale della canzone, bensì sulla sua Radio Edit.

## Comparse nei media
"Secret Crowds" è presente nella colonna sonora del videogioco Tony Hawk's Proving Ground ed è anche presente in un episodio della serie televisiva The Hills.
Gli Angels & Airwaves hanno anche fatto una comparsa nella serie televisiva One Tree Hill, in onda anche in Italia, suonando dal vivo proprio Secret Crowds durante l'episodio intitolato "Even Fairy Tale Characters Would be Jealous".